# Dietmar Cordan

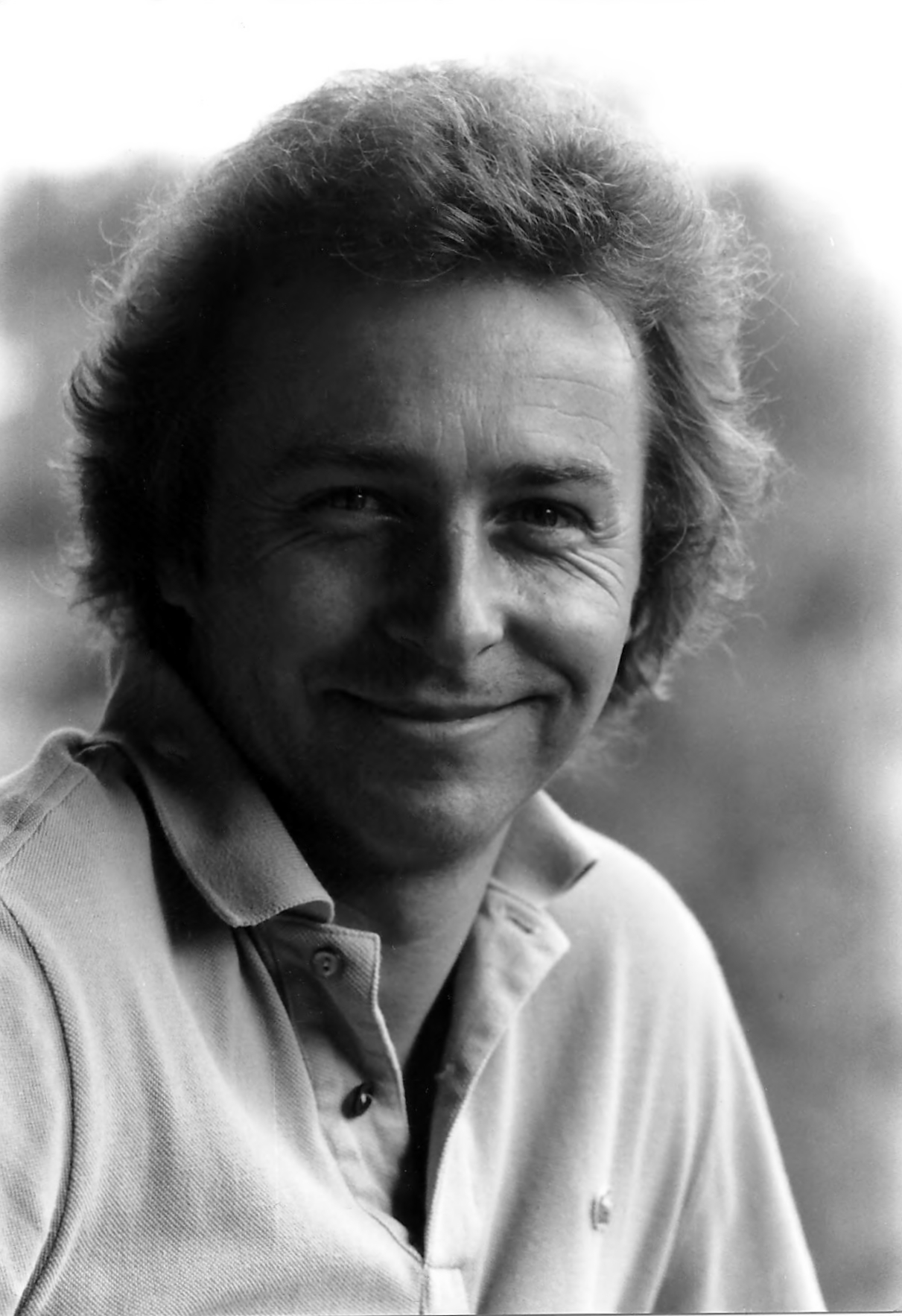
Dietmar Cordan

Dietmar Cordan (* 8. Januar 1941 in Trier als Dietmar Stommel; auch Dietmar Stommel-Cordan) ist ein deutscher Opernsänger (Tenor).

## Biografie
Cordan wuchs in Trier auf und erlernte den Beruf des Drogisten. Im Alter von 25 Jahren studierte er an der Universität der Künste Berlin bei Harry Gottschalk und wurde für ein Stipendium des deutschen Volkes nominiert. Von 1969 bis 1971 war er Eleve an der Oper Köln, im Anschluss hatte er ein Engagement am Städtebundtheater Hof. Von 1972 bis 1974 sang er am Landestheater Salzburg, von 1974 bis 1975 an den Städtischen Bühnen Augsburg, danach bis 1979 an den Städtischen Bühnen Essen und ist seit 1980 freischaffender Sänger. Er trat seitdem auf zahlreichen etablierten Bühnen im Inland und im europäischen Ausland auf und arbeitete mit namhaften Dirigenten und Regisseuren zusammen.
Dietmar Cordan hat einen Sohn und lebt in Bayern auf Schloss Geltolfing und Kroatien.

## Repertoire Oper (Auszug)
- Albert Herring – Britten, Albert Herring
- Baron Kronthal – Lortzing, Der Wildschütz
- Basilio – Mozart, Die Hochzeit des Figaro
- Belmonte – Mozart, Die Entführung aus dem Serail
- Brigella – Strauss, Ariadne auf Naxos
- Clem – Der kleine Schornsteinfeger, Britten
- David – Wagner, Die Meistersinger von Nürnberg
- Graf Elemer – Strauss, Arabella
- Fenton – Nicolai, Die lustigen Weiber von Windsor
- Ferrando – Mozart, Così fan tutte
- Erster Gefangener – Beethoven, Fidelio
- Georg – Lortzing, Der Waffenschmied
- Hans – Smetana, Die verkaufte Braut
- Herzog – Verdi, Rigoletto
- Hexe – Humperdinck, Hänsel und Gretel
- Junger Hirte – Egk, Irische Legende
- Jaquino – Beethoven, Fideleo
- Junger Diener – Strauss, Elektra
- Kaspar – Cesar Bresgen, Der Igel als Bräutigam
- Lorenzo – Auber, Frau Diavolo
- Mann mit Esel – Orff, Die Kluge
- Missail und Leibbojar – Modest Mussorg, Boris Godunow, (Ur-Boris und Original-Boris)
- Pedrillo – Mozart, Die Entführung aus dem Serail
- Peter Ivanow – Lortzing, Zar und Zimmermann
- Peter Guillot – Offenbach, Die Verlobung bei der Laterne
- Postillon – Adam, Der Postillon von Lonjumeau
- Rinuccio – Puccini, Gianni Schicchi
- Rosenkranz – Szokolay, Hamlet
- Rudolf – Puccini, La Bohème
- Ruiz – Verdi, Der Troubadour
- Sänger – Strauss, Der Rosenkavalier
- Schmidt – Massenet, Werther
- Spoletta – Puccini, Tosca
- Tamino – Mozart, Die Zauberflöte
- Erster Tenor – Frank Martin, Der Zaubertrank
- Testo – Monteverdi, Il Combattimento di Tancredi e Clorinda
- Theaterbesucher – Bialas, Der gestiefelte Kater oder Wie man das Spiel spielt

## Operette (Auszug)
- Freddy – Loewe, My Fair Lady
- Henri – Heuberger, Der Opernball
- Ivan – Lehár, Der Zarewitsch
- Jan – Millöcker, Der Bettelstudent
- Orpheus – Offenbach, Orpheus in der Unterwelt
- Richard – Jessel, Schwarzwaldmädel
- Robert – Burkhard, Das Feuerwerk
- Robert von Hartenau – Künneke, Glückliche Reise
- Dr. Siedler – Benatzky, Im Weißen Rößl
- Simon – Millöcker, Der Bettelstudent
- Graf Stanislaus – Zeller, Der Vogelhändler
- Baron Zsupan – Kálmán, Gräfin Mariza

## Oratorien
- Carl Philipp Emanuel Bach: Magnificat
- Johann Sebastian Bach: Kantate Nr. 76,

Kantate Nr. 103,
Kantate Nr. 130,
Kantate Nr. 134,
Kantate Nr. 172,
Kantate Nr. 175,
Kantate Nr. 214,
Magnificat D-dur BWV 243
- Anton Bruckner: Missa Solemnis in B
- Bruno Bjelinski: Candomble
- Antonin Dvorak: Messe D-Dur
- Joseph Haydn: Die Schöpfung
- Felix Mendelssohn Bartholdy: Lobgesang, Kantate, Die erste Walpurgisnacht
- Wolfgang Amadeus Mozart: Die Schuldigkeit des ersten Gebots
- Franz Schubert: Die Allmacht
- Robert Schumann: Des Sängers Fluch

## Lieder
- Johann Sebastian Bach
- Bruno Bjelinski
- Eduardo Di Capua
- Peter Cornelius
- Cesar Franck
- Georg Friedrich Händel
- Engelbert Humperdinck
- Franz Schubert
- Robert Schumann
- Susani: Hausbuch Weihnachtlicher Musik
- Richard Thrunk
- Francesco Paolo Tosti
- Hugo Wolf